# 창원 LG 세이커스
창원 LG 세이커스(영어: Changwon LG Sakers)는 경상남도 창원시를 연고로 하는 대한민국의 프로 농구단이다. 법적으로는 주식회사이며, LG그룹의 계열사이다, 안양 정관장 레드부스터스, 원주 DB 프로미와 함께 연고지 이전이 없는 구단이다. 또한 프로농구가 출범된 이래 팀명과 연고지 이전이 모두 없는 유일한 구단이다.

## 역사

### 신생팀 시절
1994년, 한국실업농구연맹은 프로농구 승격을 염두에 두고 럭키금성그룹 계열의 금성사와 주류회사 진로의 신생팀 창단을 승인했으며, 이것이 가칭 "금성사 농구단"이 세이커스의 모태이다. 1995년 8월 LG전자에서 LG반도체로 이관되었다가 1998년 6월 다시 LG 전자로 환원되었다.

### 험난했던 초대 이충희 감독의 적응시대
1997년 초 '슛도사'라는 별명으로 유명한 이충희를 감독으로, 고려대학교, 홍익대학교 졸업반인 12명을 영입해 창단한 뒤 외국인선수 드래프트에서 버나드 블런트와 로버트 보이킨스를 스카우트해 1997-98 시즌에 참가했다. 이 때 이충희 감독은 주포 양희승이 아킬레스건 부상을 당한데다가 박규현, 박훈근, 박재헌 등의 주전선수들이 고려대학교 시절 신기성, 이규섭 등의 후배들에게 밀린 백업멤버인 점을 고려해 블런트를 제외한 나머지 선수들은 맨투맨 수비에 치중하되 세트 플레이로 득점을 올리는 이른바 수비농구를 선보였고, 이것이 잘 먹혀들어가 정규리그 2위를 차지해 플레이오프에 직행한다.
하지만 큰 경기에 대한 중압감을 이기지 못하고 부산 기아 엔터프라이즈에게 플레이오프에서 1승 3패로 패퇴하면서 아쉽게 시즌을 마감했다.
1999-2000 시즌, 양희승의 복귀와 잘 정돈된 팀워크로 챔피언결정전 진출을 노리던 LG는 청천벽력같은 사태를 맞는다.
10월 31일 밤 주포 블런트가 야반도주를 한 것이다. 대체용병으로 마일로 브룩스를 영입했으나 그는 짧은 슛 거리와 불안정한 볼핸들링이라는 약점을 가지고 있었고, 결국 1게임 차로 3년 연속 플레이오프 진출에 실패하며 이충희 감독은 사퇴를 발표했다.

### 창단 전성기를 만들었던 김태환 시대
LG는 팀의 개혁을 위해 중앙대학교 농구부의 명장인 김태환 감독을 영입했고, 김태환 감독은 현대 걸리버스에서 조성원을 영입하고, 용병으로는 나산 플라망스에서 뛰었던 에릭 이버츠를 영입하는 등 블런트의 개인기와 세트 플레이에 의존했던 공격 패턴을 속공으로 바꾼다. 이는 즉각 효능을 발휘해 2000-01 3년 만에 플레이오프에 직행하고, 창단 처음으로 KBL 챔피언 결정전에 진출하는 기염을 토한다.
이후 울산 모비스 피버스로부터 강동희, 김영만을 영입하고 중앙대학교 포워드 송영진을 신인 드래프트로 영입하는 등 높이와 속공을 조화시킨 농구로 매년 플레이오프에 진출하지만 끝내 우승에 도달하는 데는 실패했고, 김태환 감독은 2003-04 시즌 종료 후 물러나고 그 후임으로 박종천 수석코치가 승진했다.

### 박종천 감독 시련기
박종천 감독은 초반 4연패 후 5연승을 하는 등 팀을 잘 이끌어 나가는 듯 싶었으나, 2004년 12월 5일부터 시작된 11연패 후, 2연승으로 다시 상승하는 것 같았으나, 다시 1월 16일부터 2월 6일까지 7연패를 하는 등 고전했다. 이 시즌에서 LG는 결국 막판까지 고전하다가 3월 11일에 안양 SBS 스타즈를 이겨서 17승 37패, 9위로 시즌을 끝마친다. 박종천 감독은 이 사태에 책임을 지고 물러서지만, 2009-10 시즌에서 인천 전자랜드 엘리펀츠 감독을 맡게 되며, 그 팀에서는 1승 11패라는 처참한 "최단명 감독" 불명예를 지고 물러선다.

### 창단 10주년 정상도전의 신선우 감독 시대
2005-06 시즌 신선우 감독이 취임했다. 초반에 시행착오를 겪었으나 11월 20일부터 12월 3일까지의 5연승 등 지난 2004-05 시즌과는 달라진 모습을 보였다. 그러나 막판 6강경쟁에서 밀려나서 8위로 아쉽게 플레이오프 탈락했다.
이후 2006-07 시즌에서는 초반에는 우승까지 생각했던 전력이었으며, 부산 KTF 매직윙스에 득실차에서 앞서서 2위를 하지만, 플레이오프에서 그 유명한 퍼비스 파스코의 폭행사건이 터지게 된다. 또한 챔피언 결정전에는 진출하지 못하였다. 또한 2007-08 시즌 역시 초반에 1위하다가 결국 추락해서 6위로 플레이오프에 진출하고, 플레이오프에서 서울 삼성 썬더스에 패하여 4강 진출에 실패하였다. 2006-07 시즌에는 원주 동부 프로미를 상대로 6전 전승하였으며, 2007-08 시즌에는 대구 오리온스에게 6전 전승을 하였다.

### 리툴링의 강을준 감독 시대
신선우 감독은 2007-08 시즌을 끝으로 LG 감독에서 물러선다. 후임으로 강을준 감독이 2008-09 시즌부터 감독을 맡고 있다. 2008-09 시즌에는 상승과 하락을 반복하다가 가까스로 6위로 플레이오프에 진출할 수가 있었다. 플레이오프에서 정규리그 상대전적이 앞선 서울 삼성 썬더스를 만났으나, 1승 3패로 4강 진출은 실패했다. 2009-10 시즌에서는 4위를 기록하였다. 역시 상대전적이 앞선 원주 동부 프로미에게 0승 3패를 당하여 4강 진출에 실패하였으나, 문태영이 득점왕으로 등극하였다.

### 창단 최고의 리빌딩을 만든 김진 감독 시대
강을준 감독이 2010-11 시즌을 끝으로 팀을 떠나고 LG는 새 감독으로 김진 감독을 영입했다. 이전보다 더 실력있는 시즌이 기대됐으나, 주전 선수들의 잇다른 부상 등으로 인해 LG는 6강 진출에 실패하였다. 2012-13 시즌에서는 김영환, 양우섭이 KT에서 이적 등으로, 주전 선수의 일부가 바뀌었지만, 6강 진출에 실패했다. 2013-14 시즌에서는 모비스의 우승주역이었던 김시래가 챔피언결정전 직후 트레이드 되었고, 전자랜드로부터 FA로 풀린 문태종이 6억 8천만원이라는 거액을 들여 영입되었고, 2013-14 신인드래프트에서 1순위로 지명된 김종규까지 영입에 성공해, 주전 선수의 대부분이 완전 젊은 선수 위주로 바뀌었다. 정규리그 1위로, 4강 플레이오프에 진출해, 부산 KT를 3:0으로 가볍게 진출하였으나, 챔피언 결정전에선 울산 모비스에게 2:4로 패해, 또 다시 준우승을 하게 되었다. 2014-15 시즌에는 문태종과 크리스 메시, 데이번 제퍼슨이 재계약에 성공하였지만, 김종규랑 문태종이 아시안게임에서 너무 힘을 뺀 나머지 극도로 부진한 모습을 보였다. 그러나 2015년 1월부터 11연승을 이어가면서 4위로 정규리그를 마감. 6강 PO에서 고양 오리온스를 상대로 접전을 오가는 끝에 3:2로 이기면서 4강에 진출하였고, 4강에서는 전 시즌 결승 상대였던 울산 모비스였는데, 이 와중에 제퍼슨이 애국가 연주 중 몸풀기와 개인 SNS 문제로 인해 팀에서 퇴출되었고 리그에서도 영구제명을 당했다. 하지만 제퍼슨 없이도 5차전까지 가는 저력을 보여줬지만, 체력의 한계로 4강에서 탈락하고 만다. 2015-16 시즌을 앞두고 문태종이 재계약에 실패하면서 오리온스로 이적하였고, 김종규가 병역해결을 하였으며, 외국인 드래프트에서 트로이 길렌워터와 맷 볼딘을 영입하였다. 시즌 초반 김종규의 국가대표 차출과 김시래 박래훈 조상열의 군 복무, 유병훈의 불법토토로 인한 징계 때문에 고전을 하다가 중반 들어서 김종규랑 유병훈이 돌아오고 신인 2명을 뽑으면서 나아지는 듯 싶었지만 체력의 한계 탓에 역전패를 자주 당하면서 최하위에 머물렀지만, 강팀들에 잇달아 일격을 가하면서 전반기를 9위로 마쳤다. 이후 후반기에서도 9승 7패를 기록하며 8위로 시즌을 마쳤다. 16-17시즌에도 1라운드 4승 5패로 잘 버텼지만 그 와중에 이페브라가 부상을 당하고, 경기마다 잦은 실수 속출로 인해 잡음이 일었다. 전반기를 13승 18패로 마친 후, 2017년 1월 25일에는 김시래가 제대하여 팀에 복귀하고, 2017년 1월 31일에는 부산 kt 소닉붐에서 뛰던 조성민을 영입한 후에 김영환을 이적시켰다. 하지만 그 와중에 2017년 2월 5일에 김종규가 부상을 당했고, 외국인 선수들의 과한 개인플레이, 김시래와 조성민, 신인 박인태 등을 제외한 비주전급 선수들이 기량부족을 여지없이 드러내 잡음이 내내 가라앉지 않고 있다. 결국 또 다시 플레이오프 진출이 좌절되었으며, 16-17시즌은 잃은 게 많은 시즌이 되고 말았다. 김진 감독은 16-17시즌을 끝으로 감독직에서 물러났으며, MBC SPORTS+ 해설위원인 현주엽이 새로운 감독으로 신임되었다.

### 창단 최대 암흑기였던 현주엽 시대
그 후, 현주엽 감독을 보좌할 코치진으로 원주 DB 프로미 전 감독이었던 김영만을 수석코치로 선임했고, 이어 박재헌과 삼일상고에서 코치로 활동하던 강혁이 코칭스태프로 합류하였다. 2017-18 시즌엔 9위에 기록하였다. 2018-19 시즌엔 기승호와 배병준을 안양 KGC 인삼공사로 트레이드했고, 국가대표 슈팅가드인 강병현과 이원대를 영입하였다. 외국인 선수로는 2016-17 시즌에 활약했던 제임스 메이스와 조쉬 그레이를 영입하였다. 2018-19 시즌 초반에는 주춤했지만, 중후반 때부터는 선수들의 고른 득점과 활약으로 정규리그에서 3위까지 기록해, 4시즌만에 플레이오프 진출에 성공했다. 6강에선 KT를 힘겹게 이겼으나, 4강에선 전자랜드의 높이 싸움에 열세를 보여, 결승 진출에 실패하였다. 그러나, 2019-20 시즌 전 김종규와의 협상 과정에서 구단이 김종규의 통화 도중 불법으로 무단 녹취한 게 드러나, 이 과정에서 잡음이 일었다. 결국, KBL 재정위원회에 템퍼링 의혹을 제기하여, 무단 녹취 파일을 증거 자료로 제출하였으나, 팀 내 핵심 전력이었던 김종규를 놓치고 말았다. FA 시장에서 전주 KCC와 원주 DB가 영입전을 했는데 결국 원주 DB로 이적하게 되었다. 반면, 김시래와는 5년간 6억원에 계약을 체결했고, 새 FA로 KCC, DB, 모비스 소속이었던 정희재, 박병우, 김동량을 영입하였다. 그리고 2017-18시즌까지 원주 DB에서 활약했던 서민수를 김종규의 보상 선수로 지명하였다. 외국인 선수로는 버논 맥클린과 캐디 라렌을 영입하였다. 하지만, 김종규의 부재가 컸던 탓인지 현재 10위 꼴찌를 기록 중이고, 외국인 선수의 부재와 국내 선수들의 득점이 저조한 탓이다. 그러나, 버논 맥클린을 퇴출 시키고 NBA 경력자인 마이크 해리스를 전격 영입, 2019년 KBL 드래프트에서 전체 1순위로 박정현을 영입하였다. 최종적으로 2019-20시즌에 2년만에 9위로 재추락했다. 예능에서 얻은 인기와는 별개로 강압적인 선수단 장악에 따른 과도한 훈련으로 인해 부상자들이 터졌고 김종규 사태를 보듯이 선수단의 신뢰도 최밑바닥이었다. 팬들은 현주엽 강점기라며 분통을 터트렸다. 재임 중 두번의 9위와 함께 LG 팬들에게는 구단 창단 역대 최악의 감독이라는 불명예만 남게 되었다. 결국 현주엽 감독은 팀의 성적 부진과 계약 만료로 인해 감독직을 내려 놓으며 불명예 퇴진을 당했다. 현주엽 강점기의 폐허와 함께 김시래마저 트레이드 되며 차기 시즌 창단 첫 꼴찌의 불명예를 당했다.

### 험난했던 조성원 시대
구단 역대 최대 암흑기였던 현주엽 감독이 계약만료로 퇴진하게 된다. 2020년 4월 23일 명지대학교 농구부 감독이었던 조성원이 새로운 감독으로 신임되었다. 조성원 감독은 과거 KB 국민은행 스타즈의 코치와 감독대행 및 감독으로 성적을 내지 못했다. 추가로 명지대학교 농구부 또한 대학농구의 변방으로 인해 성적을 내지 못했다. 팬들의 반응마저 호불호였다. 22 KBL 컵과 2 라운드까지 최하위 후보로 선전했으나 부상과 선수층 열세를 극복하지 못하면서 3 라운드부터 최하위로 추락하게 된다. 그 사이 김시래를 트레이드를 하게 되면서 팬들의 충격도 배가 된다. 반대로 서울 삼성 썬더스에서 간판이었으나 팀 성적부진으로 빛을 보지 못했던 이관희 선수를 영입하게 된다. 5 라운드 이후 막판 경기력이 회복하면서 KBL 역대 최다승 최하위로 마감하게 된다. 구단 창단 이후 첫 최하위였다. 2021-2022 시즌을 앞두고 FA로 이재도를 영입하게 된다. 추가로 김시래를 트레이드로 내놓은 반대급부로 김종규의 FA 이적 이후 비어진 센터에 김준일을 삼성에서 트레이드로 영입하게 된다. 하지만, 2021-2022 시즌 김준일의 시즌아웃 부상과 외국인 문제로 인해 아쉽게도 6강 플레이오프에서 탈락하게 된다. 이후 구단은 칼을 뺴들었고 조성원 감독과 결별하는 대신 국가대표팀 코치와 감독을 맡았던 조상현 감독으로 교체하게 된다.

### 조상현 시대
계속되는 성적부진으로 인해 구단은 또 한번의 사령탑 변화를 주게 된다. 팀내 스타 출신으로 대한민국농구대표팀 코치와 감독을 맡았던 조상현 감독을 새로 선임되었다. 2년 계약이었다. 강한 수비를 바탕으로 한 속공으로 당초 6강 플레이오프권이라는 팀을 정규리그 2위로 이끌었다. 당초 남은 1년 포함 플러스 3년 재계약을 체결하면서 팀을 이끌게 된다. FA로 양홍석을 영입하며 코트 밸런스를 맞추게 된다.
2024-25 시즌 정규리그 2위를 하였고, 4강 플레이오프에서 모비스에게 3승 무패로 챔피언결정전에 진출해 SK와 3연승 뒤 3연패 이후 7차전에서 승리를 거둬 창단 28년만에 첫 챔피언에 올랐다.

## 에피소드

### 아쉬운 준우승
창원 LG 세이커스는 창단 이래 한 차례도 최하위 추락이 없을 정도로 항상 준수한 성적을 기록 중이나, 반면 가장 중요한 큰 경기에는 무척 약하다는 지적을 많이 받는다. 1997-98, 2000-01, 2002-03, 2006-07 시즌 정규리그 준우승을 차지해 플레이오프 직행에 성공했으나, 정작 챔피언 결정전에 간 시즌은 2000-01 시즌만이 유일하다. 그나마 1997-98 시즌만 해도 선수단 전원이 20대인 탓에 큰 경기에 대한 경험이 부족하다는 동정심이라도 작용했지만, 그 이후의 플레이오프의 패퇴는 팀과 선수들과 팬들 사이에서는 매번 두고두고 아쉬움으로 남는다. 한편 2006-07 시즌 봄농구 중에는 용병 퍼비스 파스코의 폭행 사건으로 한바탕 크게 난리가 나기도 했다.

### 외국인들의 잇다른 문제
창원 LG 세이커스는 외국인들의 문제도 물론 있었다. 창단 원년부터 있었던 버나드 블런트는 1999-2000 시즌 개막 전 야반도주를 하였다. 또 2005-06 시즌엔 헥터 로메로는 기량미달로 퇴출되었고, 2006-07 시즌, 정규리그 준우승을 이끈 퍼비스 파스코는 플레이오프에서 해만 만들었다. 2013-14 시즌 정규리그 우승의 주역이자 2014-15 시즌에 득점왕을 차지했던 데이본 제퍼슨은 6강에서의 불성실한 태도와 4강에서 애국가 스트레칭으로 인해 퇴출되었다. 그로부터 2015-16시즌에 야심차게 영입되었던 트로이 길렌워터는 종종 심판판정에 예민하게 반응하면서 코트에 물병을 투척하고, 중계카메라에 수건을 던져 블랙아웃을 내는 등 재정위원회에 수차례 올라 트라이아웃 참가가 제한이 되었다. 2016-17시즌엔 마리오 리틀과 제임스 메이스가 과한 개인플레이로 팀 분위기를 크게 해쳤다. 그로부터 차기시즌에는 조쉬 파월을 1라운드만 뛰게 한 후 제임스 켈리가 그의 대체 용병으로 영입되었다.

### 퍼비스 파스코 사건
2006-07 시즌 정규리그 준우승을 이끌었던 퍼비스 파스코는 매 경기마다 볼 수 있는 덩크가 그의 일품이었고, 올스타전에서 덩크슛 콘테스트에 우승을 차지하였다. 그러나 부산 KTF 매직윙스와의 4강 플레이오프 경기에서 1, 2차전 5반칙 퇴장으로 패배에 일조하였다. 바로 이틀 뒤인 2007년 4월 12일, 부산에서 원정경기 1쿼터 후반에서 상대선수 장영재의 강수비에 화가 나서 파스코는 손으로 그를 가격하였다. 수비를 하던 장영재가 욕을 하였기 때문이다. 이후 잇따라 최한철 심판까지 폭행을 하여 퇴장을 당하였고, 다음날 파스코는 팀에서 퇴출되고, KBL 첫 영구제명을 당하는 불명예스러운 기록을 세웠다.

### 관중 입장과 높은 인기
창원은 관중이 가장 많이 오는 곳 중 하나이다. 1997-98 시즌부터 7시즌 연속으로 관중 입장 1위를 하였고, 2005-06 시즌에는 첫 100만 관중 돌파, 2007-08 시즌에는 120만명 관중을 돌파, 2013~2014 시즌엔 KBL 최초 200만 관중을 돌파해 창원은 농구도시의 메카로 불리기까지 하였을 정도로 창원시는 물론 구단 LG도 KBL의 대표 인기 구단 중 하나이다. 2018-2019 시즌에는 농구영신을 개최하면서 많은 팬들이 몰렸다. 홈 경기장은 창원실내체육관이다.

### 엄청난 트레이드
2008-09 시즌이 끝난 후, 강을준 감독은 팀에 개편을 둬야한다고 말하였다. 그것이 바로 트레이드에서 찾아왔었는데, 이로 인해 LG는 트레이드 횟수 신기록을 세우기도 했다. 역대 KBL 팀 중 최다 트레이드 1위라는 진기록을 남겼다.
| 팀                     | 들어온 선수   | 나간 선수     | 비고                                      |
| ---------------------- | ------------- | ------------- | ----------------------------------------- |
| 원주 동부 프로미       | 강대협 박진수 | 박지현 진경석 | 2대 2 트레이드                            |
| 대구 오리온스          | 백인선 이현준 | 박광재 석명준 | 2대 2 트레이드                            |
| 인천 전자랜드 엘리펀츠 | 한정원        | 임효성 이정협 | 1대 1 트레이드 이정협은 1년 임대 트레이드 |
| 울산 모비스 피버스     | 김현중 이창수 |               | 임대 트레이드 기간 만료 이창수는 FA 이적  |

### 창단 첫 정규리그 우승
LG는 그동안 우승과는 거리가 멀었다. 최고 성적이 4번의 준우승이었지만, 2013-14시즌엔 주장 김영환을 중심으로 김시래, 문태종, 김종규의 합류로 완전히 팀 내의 색깔이 바뀌었다. 정규시즌 마지막 날에는 팀 내 단일 시즌 최다 연승인 13연승을 기록하며 극적으로 창단 17년 만에 처음으로 정규리그 우승을 차지하였다. LG의 첫 우승을 이끄는데에는 김진 감독의 리더쉽과 김영환을 중심으로 김시래와 김종규의 영건과 하프 코리안이었던 문태종을 비롯해 여기에 외국인 선수인 데이본 제퍼슨, 크리스 메시의 활약도 돋보였다. 그리고 주전 선수뿐만 아니라 벤치 선수들의 활약도 이번 시즌 정규리그 우승하는 데에 결정적인 역할을 했다. 이러한 성적으로 챔피언결정전 우승후보로도 꼽혔으나 결국 챔피언결정전 우승은 울산 모비스 피버스에게 내주게 된다. 1년뒤 시즌초반 부침으로 인해 정규리그 8위의 부진이 있었으나 11연승을 달리면서 정규리그 4위까지 올랐다. 6강 플레이오프에서 고양 오리온 오리온스와의 최종 5차전까지 가는 혈투가 있었고 최종 5차전에 2년 연속 4강 플레이오프에 진출했다. 4강 플레이오프에서 다시만난 울산 모비스 피버스와의 혈투를 치렀으나 체력과 높이문제로 인해 최종 5차전에서 패배를 하며 플레이오프 우승을 달성하지는 못하게 된다.

### 김시래 트레이드 및 김종규 FA 파동 사태
차기 시즌을 앞두고, 김시래와 김종규가 FA로 풀려놨으나 김종규와의 협상 과정에서 LG 구단이 현주엽 감독과의 통화 과정에서 불법으로 녹취를 한 것이 드러나, 이미지에 큰 타격을 입었다. LG는 이 과정에서 타 구단과의 사전 접촉을 제기해 KBL로부터 재정위원회에 회부하였으나, 재정위원회 결과, 김종규의 손을 들어줬다. 하지만, LG는 김종규를 놓쳤고 김시래는 5년간 6억원의 재계약에 성공했다. 하지만 김시래도 김종규가 재계약에 성공한다는 가정하에 타 팀으로 트레이드 될 것으로 알려져서, 오히려 농구팬들의 분노는 극에 달했다. 이 사건으로 인해, LG 구단은 팬들의 실망감을 크게 안았고, 선수 관리를 소홀히 하고 졸속으로 한다는 비판을 받고 있다. 더욱이, 팬들은 한상욱 現 단장을 비롯한 프런트진들과 현주엽 감독의 총사퇴를 촉구하고 있다. 2년뒤 김시래마저 시즌 중 당초 원했던 전자라이벌인 삼성 썬더스로 트레이드하며 조성원 감독에 대한 지원문제를 팬들이 지적까지 하면서 파장을 낳게 된다.

## 우승 기록

### 국내 대회

#### 리그
- KBL 챔피언 결정전
  -  우승 (1): 2024-2025
  -  준우승 (2): 2000-2001, 2013-2014
- KBL 정규리그
  -  우승 (1): 2013-2014
  -  준우승 (7): 1997-1998, 2000-2001, 2002-2003, 2006-2007, 2022-2023, 2023-2024, 2024-2025

#### 컵
- 프로-아마농구 최강전
  -  준우승 (1): 2016

### 아시아 대회
- ABA 클럽 챔피언십
  -  우승 (2): 2012, 2013

## 역대 감독
| 순번 | 재임 기간          | 이름   |
| ---- | ------------------ | ------ |
| 1대  | 1997.6.1-2000.5.31 | 이충희 |
| 2대  | 2000.4.1-2004.5.31 | 김태환 |
| 3대  | 2004.6.1-2005.4.30 | 박종천 |
| 4대  | 2005.5.1-2008.4.10 | 신선우 |
| 5대  | 2008.5.2-2011.4.6  | 강을준 |
| 6대  | 2011.4.7-2017.4.13 | 김진   |
| 7대  | 2017.4.21-2020.4.9 | 현주엽 |
| 8대  | 2020.4.23-2022.4   | 조성원 |
| 9대  | 2022.4-            | 조상현 |

## 응원문화

### 선수 응원가
- 선수 응원가도 반주 부분이나 클라이막스 끝부분에 이름만 외친다. 주로 자유투를 던질 때나 교체로 들어갈 때 나온다. 2009-10 시즌에 처음으로 만들어졌다.

### 세이걸
- LG는 프로농구단 최초로 구단 이벤트와 소식을 알려주는 VJ가 있었다. 2010-11 시즌부터 적용이 되었고, 닉네임은 세이걸이었다.

## 선수

### 현재 선수단

#### 군 입대
| 번호 | 포지션 | 이름   | 데뷔년도 | 이적년도 | 군 입대년도 |
| ---- | ------ | ------ | -------- | -------- | ----------- |
| 30   | 가드   | 정해원 | 2017     |          |             |

### 과거 주요 선수
| - 박지현 (2006~2009) (前 원주 DB 프로미) - 문태영 (2009~2012) (前 서울 삼성 썬더스) - 송창무 (2007~2014) (前 서울 SK 나이츠) - 이현민 (2006~2010) (前 전주 KCC 이지스) - 문태종 (2013~2015.5) (前 울산 현대모비스 피버스) - 이지운 (2008~2016) (前 원주 DB 프로미) - 방경수 (2010~2014) (前 서울 삼성 썬더스) - 김영환 (2012.5~2017.1) (前 부산 KT 소닉붐-수원 KT 소닉붐) - 기승호 (2008.1~2018.4) (前 안양 KGC 인삼공사) - 김종규 (2013.9~2019.5) (원주 DB 프로미) - 김시래 (2013.5~2021.2) (서울 삼성 썬더스) |

## 응원단
아나운서 : 이규래
응원단장 : 박민수
치어리더 : 이유미,송재경,유보영,김사빈,박소현,박타미,이금주,이서연,이소희

## 역대 성적
| 시즌      | 성적 | 승 | 패 | 비고 |
| --------- | ---- | -- | -- | --- |
| 1997~1998 | 2/10 | 28 | 17 | 창단 첫 정규리그 2위 |
| 1998~1999 | 5/10 | 25 | 20 | |
| 1999~2000 | 7/10 | 20 | 25 | |
| 2000~2001 | 2    | 30 | 15 | 창단 첫 파이널 진출 |
| 2001~2002 | 5    | 28 | 26 | |
| 2002~2003 | 2    | 38 | 16 | 1위 대구 동양 오리온스와의 상대전적에서 밀려(2승 4패) 2위                                                                            |
| 2003~2004 | 6    | 28 | 26 | 4년 연속 4강 플레이오프 진출 |
| 2004~2005 | 9    | 17 | 37 | 10위 인천 전자랜드 블랙슬래머와의 상대 득실에서 앞서(3승 3패,+25) 9위                                                                |
| 2005~2006 | 8    | 26 | 28 | |
| 2006~2007 | 2    | 32 | 22 | 3위 부산 KTF 매직윙스와의 상대 득실에서 앞서(3승 3패, +14) 2위                                                                       |
| 2007~2008 | 6    | 29 | 25 | 서울 SK 나이츠, 인천 전자랜드 블랙슬래머와 같은 성적이었으나,동 순위 팀간 상대전적에서 앞선 SK가 5위,(SK 7-5, LG 6-6, 전자랜드 5-7)  |
| 2008~2009 | 5    | 29 | 25 | 인천 전자랜드 블랙슬래머와 안양 KT&G 카이츠와 같은 성적이었으나, 안양 KT&G가 공방률에서 뒤져 탈락. 전자랜드와는 상대전적에 앞서 5위. |
| 2009~2010 | 4    | 34 | 20 | |
| 2010~2011 | 5    | 28 | 26 | 5년 연속 6강 플레이오프 진출 |
| 2011~2012 | 7    | 21 | 33 | |
| 2012~2013 | 8    | 20 | 34 | |
| 2013~2014 | 1    | 40 | 14 | 2위 울산 모비스 피버스와의 상대 득실에서 앞서(3승 3패, +9) 창단 첫 정규리그 우승                                                     |
| 2014~2015 | 4    | 32 | 22 | 2년 연속 4강 플레이오프 진출 |
| 2015~2016 | 8    | 21 | 33 | |
| 2016~2017 | 8    | 23 | 31 | 7위 서울 SK 나이츠와의 상대 득실에 밀려(3승 3패 -21) 8위                                                                             |
| 2017~2018 | 9    | 17 | 37 | 54 경기 기준 구단 창단 역대 최저승 동률 17승 9위                                                                                     |
| 2018~2019 | 3    | 30 | 24 | 4년만에 4강 플레이오프 진출 |
| 2019~2020 | 9    | 16 | 26 | |
| 2020~2021 | 10   | 19 | 35 | 창단 첫 최하위 |
| 2021~2022 | 7    | 24 | 30 | |
| 2022~2023 | 2    | 36 | 18 | 3위 서울 SK 나이츠와의 상대 득실에 앞서(3승 3패 +5) 2위                                                                              |